# Anne Hidalgo
Ana María "Anne" Hidalgo (udtales: [an idal'go]; født 19. juni 1959) er en spansk-fransk politiker, som siden det franske kommunalvalg i 2014 har været borgmester i Paris, som den første kvinde i dette embede.
Som medlem af Socialistpartiet siden 1994 var hun viceborgmester under borgmester Bertrand Delanoë (2001–2014), og hun har siden marts 2001 repræsenteret 15. arrondissement i Paris' byråd. Den 22. januar 2016 blev hun i embeds medfør valgt som første vicepræsident for den da nyoprettede stor-parisiske region Métropole du Grand Paris.

## Biografi

### Barndom og ungdom
Hidalgo er født nær Cádiz i det sydvestligste Spanien. Farfaren var en spansk socialist, som flygtede til Frankrig efter Den spanske Borgerkrig, sammen med kone og fire børn. Da familien nogle år senere vendte tilbage til Francos Spanien, døde farmoren under rejsen, mens farfaren blev fængslet og dødsdømt, en dom som dog blev ændret til fængsel på livstid.
Hidalgos far voksede op hos sin mors forældre. Han var elektriker, og i slutningen af 1950-erne giftede han sig med en syerske, og sammen fik de to døtre, Ana (Anne) og María (Marie). De trange økonomiske kår i Spanien fik i 1961 familien til at emigrere til Frankrig, hvor de slog sig ned i Lyon.
Hidalgo voksede op i bydelen Vaise, hvor hun snakkede spansk med forældrene og fransk med sin søster. Forældrene er nu flyttet tilbage til Spanien, mens storesøsteren Marie driver et firma i Los Angeles.
Hidalgo fik som fjortenårig fransk statsborgerskab, udover sit oprindelige spanske.
Adspurgt om sin indvandrerbaggrund har Hidalgo i et interview sagt: "Jeg har hele mit liv måttet arbejde dobbelt så hårdt, fordi jeg både er kvinde og indvandrer, det er sikkert og vist." Hun er overbevist om, hendes livsbane har gjort det nemmere for hende at forstå migranter og deres problemer. Hidalgo virker "så rar og naturlig, at man kan overse hendes iver mht sine mærkesager. Her er ingen selviscenesættelse eller skarpe holdninger, som skaber gnidninger i hendes virke." Således berettede hun under borgmestervalgkampen ganske åbent om sine træthedsanfald, om stress og om hvilken tortur valgkampen var for hende.

### Studier
Hidalgo uddannede sig til socialrådgiver ved Jean Moulin University Lyon 3 og tog senere en Master of Advanced Studies (DEA) i social- og arbejdsmarkedsforhold ved Université Paris-Nanterre.
I 1982 fik hun en femteplads i det franske arbejdstilsyns konkurrence, og to år senere fik hun job der, som repræsentant for Paris' 15. arrondissement. I sommeren 2011 lod hun sig pensionere.

### Erhvervskarriere
- 1984-1993: Inspection du travail (Arbejdstilsynet i Frankrig)
- 1993-1995: Udvikling af efteruddannelse, Arbejdsministeriet
- 1995-1996: Udsendt til International Labour Organization, Geneve
- 1996-1997: Ansat i HR-afdelingen i forsyningsselskabet Compagnie Générale des Eaux (som senere blev til medieselskabet Vivendi)

## Politisk karriere
Hidalgo arbejdede for tre af premierminister Lionel Jospins regeringer:
- 1997-1998: som rådgiver i beskæftigelses- og solidaritetsministeriet, ledet af Martine Aubry;
- 1998-2000: som teknisk rådgiver og konsulent i sekretariatet for ligestilling og videreuddannelse for kvinder, ledet af Nicole Pery;
- november 2000-maj 2002: som teknisk rådgiver i justitsministeriet, ledet af Marylise Lebranchu.

Ved kommunalvalget i 2001 var hun spidskandidat i Paris' 15. arrondissement for Socialistpartiet, som i første runde vandt 26,5% af stemmerne, men i anden runde blev slået af UMP med Édouard Balladur og borgmester René Galy-Dejean. Hidalgo opnåede dog valg til byrådet, Conseil de Paris, og blev udpeget til første viceborgmester.
I juni 2002 var hun kandidat i Paris' 12. arrondissement til parlamentsvalget. I første runde fik hun 29.6% af stemmerne, men måtte se sig slået af Balladur.
I marts 2004 blev hun valgt til regionsrådet for Île-de-France.
Som del af kampagnen i 2006 til nominering af socialistpartiets kandidat til præsidentvalget i 2007 støttede Hidalgo offentligt Dominique Strauss-Kahn, uden at tage afstand fra Lionel Jospin og Bertrand Delanoë. Som flere andre kvindelige ledere i socialistpartiet kritiserede hun populariseringen inden for politik, særligt udnævnelsen af den populistiske socialistiske præsidentkandidat Ségolène Royal, på bekostning af en mere traditionelt indstillet marxistisk kandidat.

## Politiske standpunkter

### Kamp mod sekter
I 2005 gik den ateistiske Hidalgo til kamp mod religiøse og filosofiske sekter, især Scientology og OINA (Ny Akropolis). Hun stod i spidsen for en selvtægtskomité, og hun deltog i en demonstration mod Scientology. Det parisiske bystyre lod med Hidalgos støtte udarbejde et kort over sekter i Paris. Kortet viste sig at være kontroversielt, og på internettet foregav en gruppe at repræsentere en "komité til støtte for Anne Hidalgo". Hidalgo har nægtet ethvert kendskab til komiteen, men et sagsanlæg mod gruppens leder blev dog senere frafaldet.

### Copyright på internettet
Omkring årsskiftet 2005-2006 tog Hidalgo sammen med Paris' daværende viceborgmester Christophe Girard i en artikel i Le Monde afstand fra sine socialistiske partifællers forslag om indførelse af en 'global licens' for download fra internettet, bl.a. med henvisning til beskyttelse af kulturel mangfoldighed. Hun mødtes med beskyldninger om, at hendes egentlige ærinde var at beskytte sin tidligere arbejdsplads, mediehuset Vivendi Universals interesser. Da hun senere sammen med François Adibi og socialistpartiets kulturudvalg også tog afstand fra DRM (Digital Rights Management) var det medvirkende til, hun en tid blev lagt på is af socialistpartiets ledelse, som stadig fastholdt støtten til det oprindelige forslag om en global licens, som fremsat af Patrick Bloche, Didier Mathus og Christian Paul.

### Luftforurening
I maj 2016 iværksatte Hidalgo som borgmester en kampagne mod luftforurening, Paris Respire (Paris ånder), som bl.a. omfatter forbud mod bilkørsel i visse bydele den første søndag i måneden, hvor også offentlig transport og bycykel- og elbilordninger er gratis. Hun har søgt at dæmme op for bilismen ved at hæve parkeringsafgifter og afskaffe den gratis parkering på visse dage. Samtidig har hun fået omlagt et stykke motorvej langs Seinen til park.
Hun har foreslået et forbud mod diesel-biler i Paris, samt at Paris Métro skal køre 24/7.[kilde mangler]

## Privatliv
Fra sit første ægteskab har hun tre børn. I 2004 blev hun gift med Jean-Marc Germain, parlamentsmedlem for Socialistpartiet, og de har sammen en søn.
Trods sin katolske opdragelse er Hidalgo erklæret ateist.
Hun snakker flydende castilliansk, fransk og engelsk.

## Æresbevisninger
- Kommandør af den spanske Isabella den Katolskes Orden (2010), "som påskønnelse for vellykket spansk integration i Frankrig"[22]
- Ridder af Æreslegionen (2012)[23]
- Kommandør af den svenske Nordstjerneorden (2014)[24]
- Storkorset af den spanske Civilfortjenstorden (2015)
- Ridder af Lyons nationalorden (2016)
- "Jerevans borgmesters guldmedalje" (2016)[25]